# 1000-km-Rennen von Spa-Francorchamps 1984

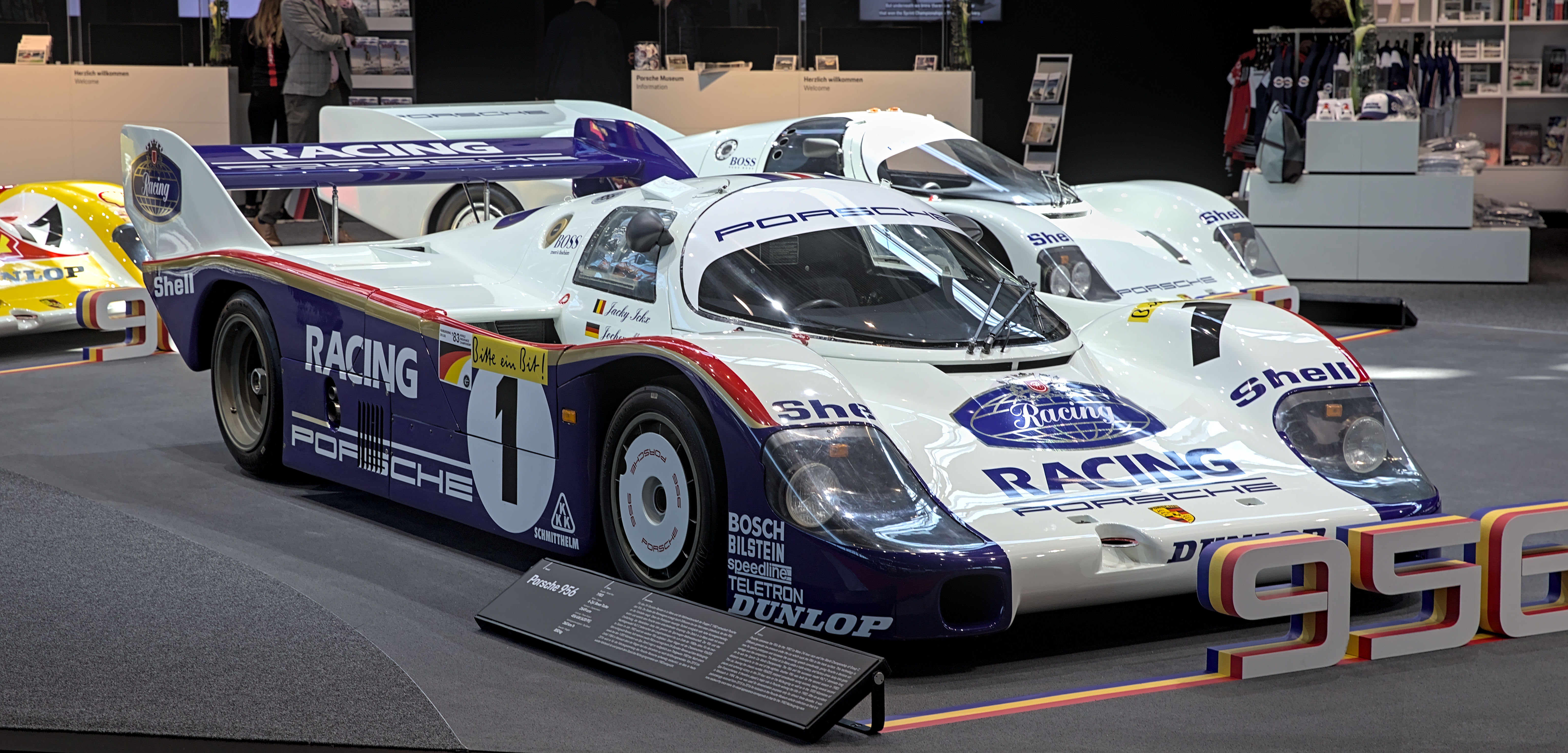
Siegerwagenmodell Porsche 956

Das 13. 1000-km-Rennen von Spa-Francorchamps, auch Rothmans Spa 1000 Kilometres, Spa-Francorchamps, fand am 2. September 1984 auf dem Circuit de Spa-Francorchamps statt und war der siebte Wertungslauf der Sportwagen-Weltmeisterschaft dieses Jahres.

## Das Rennen
Beim Rennen in Spa hielt die Siegesserie des Porsche 956 an. Seit dem 6-Stunden-Rennen von Fuji 1982 gewannen in der Sportwagen-Weltmeisterschaft ausschließlich Rennteams, die dieses Fahrzeug einsetzten. In Spa 1984 waren es Stefan Bellof und Derek Bell, die den 16. Gesamtsieg in Folge für einen Porsche 956 einfuhren. Im Ziel hatte das Duo einen Vorsprung von knapp einer Minute auf die Werks-Porsche-Teamkollegen Jacky Ickx und Jochen Mass. Bestplatzierter Nicht-Porsche war der Tiga GC84 von Gordon Spice, Ray Bellm und Neil Crang an der neunten Stelle der Gesamtwertung. 

## Ergebnisse

### Schlussklassement
| 1                  | C1  | 2   | Rothmans Porsche                | Stefan Bellof Derek Bell                                | Porsche 956     | 144 |
| 2                  | C1  | 1   | Rothmans Porsche                | Jacky Ickx Jochen Mass                                  | Porsche 956     | 144 |
| 3                  | C1  | 9   | Brun Motorsport                 | Hans-Joachim Stuck Walter Brun Harald Grohs             | Porsche 956B    | 142 |
| 4                  | C1  | 20  | Brun Motorsport                 | Oscar Larrauri Massimo Sigala                           | Porsche 956     | 141 |
| 5                  | C1  | 18  | Obermaier Racing                | Hervé Regout Jürgen Lässig Philippe Martin              | Porsche 956     | 141 |
| 6                  | C1  | 3   | Rothmans Porsche                | Vern Schuppan John Watson                               | Porsche 956 PDK | 139 |
| 7                  | C1  | 10  | Porsche Kremer Racing           | George Fouché Kees Kroesemeijer                         | Porsche 956     | 138 |
| 8                  | C1  | 12  | Schornstein Racing Team         | Dieter Schornstein Hans Heyer Louis Krages              | Porsche 956     | 137 |
| 9                  | C2  | 70  | Spice Tiga Racing               | Gordon Spice Ray Bellm Neil Crang                       | Tiga GC84       | 128 |
| 10                 | C2  | 93  | Jean-Philippe Grand             | Jean-Philippe Grand Jean-Paul Libert Pascal Witmeur     | Rondeau M379C   | 123 |
| 11                 | GTX | 131 | Vittorio Coggiola               | Vittorio Coggiola Gianni Giudici Angelo Pallavicini     | Porsche 935     | 121 |
| 12                 | B   | 101 | Jens Winther                    | Jens Winther Lars-Viggo Jensen David Mercer             | BMW M1          | 121 |
| 13                 | B   | 106 | Helmut Gall                     | Edgar Dören Michel Maillien Helmut Gall                 | BMW M1          | 119 |
| 14                 | C2  | 72  | Gebhardt Motorsport             | Jan Thoelke George Schwarz Frank Jelinski               | Gebhardt JC842  | 116 |
| 15                 | C2  | 81  | Jolly Club                      | Guido Daccò Almo Coppelli Marco Vanoli                  | Alba AR2        | 112 |
| 16                 | B   | 119 | Francois-Xavier Boucher         | Bernard Carlier Francois-Xavier Boucher Marc Vensterman | Porsche 930     | 102 |
| 17                 | C2  | 99  | JQF Engineering                 | Paul Smith Jeremy Rossiter Roy Baker                    | Tiga GC284      | 101 |
| Ausgefallen        |     |     |                                 |                                                         |                 |     |
| 18                 | C1  | 33  | Skoal Bandit Porsche Team       | Thierry Boutsen David Hobbs                             | Porsche 956B    | 119 |
| 19                 | C1  | 55  | Skoal Bandit Porsche Team       | Rupert Keegan Franz Konrad                              | Porsche 962     | 93  |
| 20                 | C1  | 7   | Joest Racing                    | Stefan Johansson Henri Pescarolo Hans Heyer             | Porsche 956     | 39  |
| 21                 | C1  | 42  | Cheetah Automobiles Switzerland | Bernard de Dryver Ray Mallock                           | Cheetah G604    | 22  |
| 22                 | C2  | 80  | Jolly Club                      | Carlo Facetti Martino Finotto Alfredo Sebastiani        | Alba AR2        | 18  |
| 23                 | C2  | 85  | Hubert Striebig                 | Hubert Striebig Max Cohen-Olivar                        | Sthemo SMC2     | 15  |
| 24                 | C1  | 16  | GTi Engineering                 | Johnny Dumfries Richard Lloyd                           | Porsche 956     | 6   |
| 25                 | C1  | 14  | GTi Engineering                 | Jan Lammers Jonathan Palmer                             | Porsche 956 GTi | 5   |
| 26                 | C1  | 34  | John Fitzpatrick Racing         | Pierre Yver Franz Konrad                                | Porsche 956     | 3   |
| Nicht gestartet    |     |     |                                 |                                                         |                 |     |
| 27                 | C1  | 35  | Procar Automobil                | Didier Theys Boy Hayje Pierre Dieudonné                 | Sehcar C83      | 1   |
| 28                 | C2  | 73  | Gebhardt Motorsport             | Frank Jelinski Günther Gebhardt George Schwarz          | Gebhardt JC843  | 2   |
| 29                 | C2  | 82  | Gerardo Vatielli                | Pasquale Barberio Maurizio Gellini Gerardo Vatielli     | Alba A3         | 3   |
| 30                 | C2  | 88  | Ark Racing                      | Max Payne Chris Ashmore                                 | Ceekar 83J-1    | 4   |
| 31                 | GTX | 130 | Tuff-Kote Dinol Racing          | Jan Lundgårdh Kurt Simonsen                             | Porsche 935 L1  | 5   |
| 32                 | C1  |     | Rotmans Porsche                 |                                                         | Porsche 956     | 6   |
| Nicht qualifiziert |     |     |                                 |                                                         |                 |     |
| 33                 | B   | 107 | Raymond Boutinaud               | Raymond Boutinaud Patrick Gonin Gerard Brucelle         | Porsche 928S    | 7   |

1 Motorschaden im Training
2 Wasserpumpe im Training
3 Motorschaden im Training
4 Wagenbrand im Training
5 nicht gestartet
6 Trainingswagen
7 nicht qualifiziert

### Nur in der Meldeliste
Hier finden sich Teams, Fahrer und Fahrzeuge, die ursprünglich für das Rennen gemeldet waren, aber aus den unterschiedlichsten Gründen daran nicht teilnahmen.
| Pos. | Klasse | Nr. | Team                   | Fahrer                               | Chassis       |
| ---- | ------ | --- | ---------------------- | ------------------------------------ | ------------- |
| 34   | C1     | 8   | Joest Racing           | Stefan Johansson Hans Heyer          | Porsche 956B  |
| 35   | C1     | 11  | Porsche Kremer Racing  | George Fouché                        | Porsche 956B  |
| 36   | C1     | 17  | Porsche Kremer Racing  | Kees Kroesemeijer                    | Porsche CK5   |
| 37   | C1     | 21  | Charles Ivey Racing    | Dudley Wood                          | Grid S2       |
| 38   | C1     | 38  | Martin Wagenstetter    | Martin Wagenstetter Kurt Hild        | TOJ C390      |
| 39   | C1     | 45  | Christian Bussi        | Christian Bussi                      | Rondeau M382  |
| 40   | C1     | 46  | Pierre Yver            | Pierre Yver Bernard de Dryver        | Rondeau M382  |
| 41   | C2     | 89  | Lyncar Motorsport Ltd. |                                      | Lyncar MS83   |
| 42   | GTP    | 99  | Les Blackburn          | Les Blackburn John Morrison          | Harrier RX83C |
| 43   | B      | 100 | Rolf Göring            | Rolf Göring Hans-Jörg Dürig          | BMW M1        |
| 44   | B      | 102 | Racing Team Jürgensen  | Edgar Dören Hans-Christian Jürgensen | BMW M1        |
| 45   | B      | 112 | Bernd Schiller         | Bernd Schiller Claude Haldi          | Porsche 930   |
| 46   | B      | 117 | Bo Strandell           | Kenneth Leim                         | Porsche 930   |
| 47   | B      | 124 | Thierry Perrier        | Thierry Perrier Bernard Salam        | Porsche 911SC |

### Klassensieger
| Klasse | Fahrer            | Fahrer            | Fahrer             | Fahrzeug    | Platzierung im Gesamtklassement |
| ------ | ----------------- | ----------------- | ------------------ | ----------- | ------------------------------- |
| C1     | Stefan Bellof     | Derek Bell        |                    | Porsche 956 | Gesamtsieg                      |
| C2     | Gordon Spice      | Ray Bellm         | Neil Crang         | Tiga GC84   | Rang 9                          |
| B      | Jens Winther      | Lars-Viggo Jensen | David Mercer       | BMW M1      | Rang 12                         |
| GTX    | Vittorio Coggiola | Gianni Giudici    | Angelo Pallavicini | Porsche 935 | Rang 11                         |

### Renndaten
- Gemeldet: 47
- Gestartet: 26
- Gewertet: 17
- Rennklassen: 4
- Zuschauer: unbekannt
- Wetter am Renntag: warm und trocken
- Streckenlänge: 6,949 km
- Fahrzeit des Siegerteams: 5:53:17,190 Stunden
- Gesamtrunden des Siegerteams: 144
- Gesamtdistanz des Siegerteams: 1000,656 km
- Siegerschnitt: 169,945 km/h
- Pole Position: Thierry Boutsen – Porsche 956B (#33) – 2:09,630 = 192,983 km/h
- Schnellste Rennrunde: Stefan Bellof – Porsche 956 (#2) – 2:15,570 = 184,528 km/h
- Rennserie: 7. Lauf zur Sportwagen-Weltmeisterschaft 1984